# Zamarovce
Zamarovce (Hongaars: Vágzamárd) is een Slowaakse gemeente in de regio Trenčín, en maakt deel uit van het district Trenčín.
Zamarovce telt 854 inwoners.